# Опахоподобни
Опахоподобните (Lampriformes) са разред животни от клас Актиноптери (Actinopteri).
Таксонът е описан за пръв път от Едуин Стивън Гудрич през 1909 година.

## Семейства
- Lampridae – Опахови
- Lamprididae
- Lophotidae – Лофотови
- Radiicephalidae
- Regalecidae
- Stylephoridae – Пръчкоопашкови
- Trachipteridae
- Veliferidae